# Organopoda hadra
Organopoda hadra là một loài bướm đêm trong họ Geometridae.